# Marlowanie
Marlować – przymocowywać lik żagla do drzewca (bomu, gafla) za pomocą linki zwanej marlinką. Marlinkę przeciąga się kolejno przez umieszczone wzdłuż liku remizki i po każdym przeciągnięciu oplata się nią drzewce przy pomocy węzła (oplotu) zwanego marlinkowym.